# Liste von Rauschdrogen
Liste von gebräuchlichen Rauschdrogen.
| Name                                                                  | Bild | Beschreibung                                                                           |
| --------------------------------------------------------------------- | ---- | -------------------------------------------------------------------------------------- |
| 6-APB                                                                 |      | Empathogen                                                                             |
| 5-APB                                                                 |      | Empathogen                                                                             |
| 2-Aminoindane, 2-Amino-5-methoxyindan (kurz MEAI), Chaperon           |      |                                                                                        |
| Arsenik                                                               |      | Stimulanz                                                                              |
| ALAD/Orange Sunshine                                                  |      | Psychedelikum                                                                          |
| Atropa Belladonna (Tollkirsche)                                       |      | Delirant                                                                               |
| Alraune                                                               |      | Delirtant                                                                              |
| Alkohol (Ethanol)                                                     |      | Delirant, Empathogen                                                                   |
| Alprazolam/Xanax                                                      |      |                                                                                        |
| Betel                                                                 |      |                                                                                        |
| Bilsenkraut (Schwarzen Bilsenkraut, Weißes Bilsenkraut)               |      | Delirant                                                                               |
| Bromo-DragonFLY                                                       |      | Psychedelikum                                                                          |
| Bhang                                                                 |      |                                                                                        |
| 2-CB                                                                  |      |                                                                                        |
| 2-CB-Fly                                                              |      |                                                                                        |
| 2-CE                                                                  |      |                                                                                        |
| 2-CI                                                                  |      |                                                                                        |
| Cannabis                                                              |      |                                                                                        |
| Bromazolam                                                            |      |                                                                                        |
| Buprenorphin                                                          |      | Opioid                                                                                 |
| Codein                                                                |      | Opioid                                                                                 |
| Captagon                                                              |      | Stimulanz                                                                              |
| Engelstrompete                                                        |      | Delilrant                                                                              |
| Ethylon                                                               |      | Stimulanz, Empathogen                                                                  |
| Etomidat-Vapes                                                        |      | Delilrant                                                                              |
| Eve/MDEA                                                              |      | Stimulanz, Empathogen                                                                  |
| Kampfer                                                               |      |                                                                                        |
| Kath                                                                  |      | Stimulanz                                                                              |
| Koffeine                                                              |      | Stimulanz                                                                              |
| K.O.-Tropfen (GHB,GBL,BDO)                                            |      | Delirant, Empathogen                                                                   |
| Subutex                                                               |      | Opioid                                                                                 |
| Crystal                                                               |      | Stimulanz                                                                              |
| Datura-Arten                                                          |      | Delirant                                                                               |
| Salvia Divinorum (Azteken/Wahrsager-Salbei)                           |      | Delirant                                                                               |
| Diphenhydramin (DPH)                                                  |      | Delirant                                                                               |
| DXM (Dextromethorphan)                                                |      | Psychedelikum, Delirant                                                                |
| Ether                                                                 |      | Hypnotikum                                                                             |
| 2-FCDK (F-Ketamine)                                                   |      | Entaktogen                                                                             |
| Kanna                                                                 |      | Stimulanz                                                                              |
| Kratom                                                                |      | Opioid                                                                                 |
| Kugelfischtoxin                                                       |      | Stimulanz                                                                              |
| Lachgas                                                               |      | Dissoziativum                                                                          |
| Methylon                                                              |      | Dissoziativum                                                                          |
| MXE                                                                   |      | Dissoziativum                                                                          |
| MDPV und ähnliche "Badesalzdrogen"                                    |      | Stimulanz                                                                              |
| Morphin                                                               |      | Opiat                                                                                  |
| Noids (Spice), auch in Liquid-Form für Vapes                          |      |                                                                                        |
| Nikotin                                                               |      |                                                                                        |
| 5-Meo-DMT                                                             |      | Psychedelikum                                                                          |
| DMT                                                                   |      | Psychedelikum                                                                          |
| Ectasy (zumeist MDMA)                                                 |      | Stimulanz, Empathogen, Entaktogen                                                      |
| Engelstrompete                                                        |      | Delirant                                                                               |
| Ephedrin                                                              |      | Stimulanz, Empathogen                                                                  |
| Heroin                                                                |      | Opioid                                                                                 |
| Haschcookies/Spacecookies                                             |      |                                                                                        |
| Ibogain                                                               |      | Psychedelikum                                                                          |
| Holzrosensamen (LSA/Ergin)                                            |      | Psychedelikum                                                                          |
| Kava-Kava                                                             |      | Stimulanz                                                                              |
| Ketamin                                                               |      | Entaktogen, Dissoziativum                                                              |
| Tramadol                                                              |      | Opioid                                                                                 |
| Theobromin                                                            |      |                                                                                        |
| Rohypnol                                                              |      | Dissoziativum                                                                          |
| Strychnin (z. B. in Brechnuss aka Krähenaugen (Vorsicht! hochgiftig)) |      | Psychedelikum und sehr starkes Gift                                                    |
| MDAI                                                                  |      | Empathogen, Entaktogen, Aufputschmittel                                                |
| Meskalin                                                              |      | Empathogen, Entaktogen, Aufputschmittel                                                |
| Mephedron                                                             |      | Aufputschmittel                                                                        |
| Methiodon                                                             |      | Opioid                                                                                 |
| Methadon                                                              |      | Opioid                                                                                 |
| Methaqualone                                                          |      | Dissoziativum                                                                          |
| Mephenaqualone                                                        |      | Dissoziativum                                                                          |
| 5-Meo-DMT                                                             |      | Psychedelikum                                                                          |
| 18-MC                                                                 |      | Psychedelikum                                                                          |
| Pantherpilz                                                           |      | Delirant                                                                               |
| Pregabalin                                                            |      |                                                                                        |
| Psilacetin und ähnliche 4-AcOs und 4-HOs                              |      | Psychedelikum                                                                          |
| Kokain                                                                |      | Aufputschmittel                                                                        |
| ODSMT (Tramadol-Pro-Drug)                                             |      | Opioid                                                                                 |
| Oxycodone                                                             |      | Opioid                                                                                 |
| Lachgas                                                               |      | Delirant                                                                               |
| LSD                                                                   |      | Entaktogen, Psychedelikum                                                              |
| LSD-Derivate                                                          |      | Entaktogen, Psychedelikum                                                              |
| Pagoclone                                                             |      | Entaktogen, Delirant                                                                   |
| Pilze/Shooms (Psilocin, Psiocybin, Baeocystin)                        |      | Entaktogen, Psychedeikum                                                               |
| PCP "Angel Dust" und Abwandlungen.                                    |      | Delirant, Schizophrenes Psychedelikum                                                  |
| Phenibut                                                              |      | Stimulanz                                                                              |
| Ritalin und ähnliche Medikamente                                      |      | Stimulanz (ADHSler andersum ebenso bei Kokain, Speed und manchen anderen Stimulanzien) |
| Speed                                                                 |      | Stimulanz                                                                              |
| Tillidin                                                              |      | Opioid                                                                                 |
| Tiopental                                                             |      | Delirant                                                                               |
| Fliegenpilz                                                           |      | Delirant                                                                               |
| Fentanyl                                                              |      | Opioid                                                                                 |
| Valium                                                                |      |                                                                                        |